# Померания в позднее Средневековье

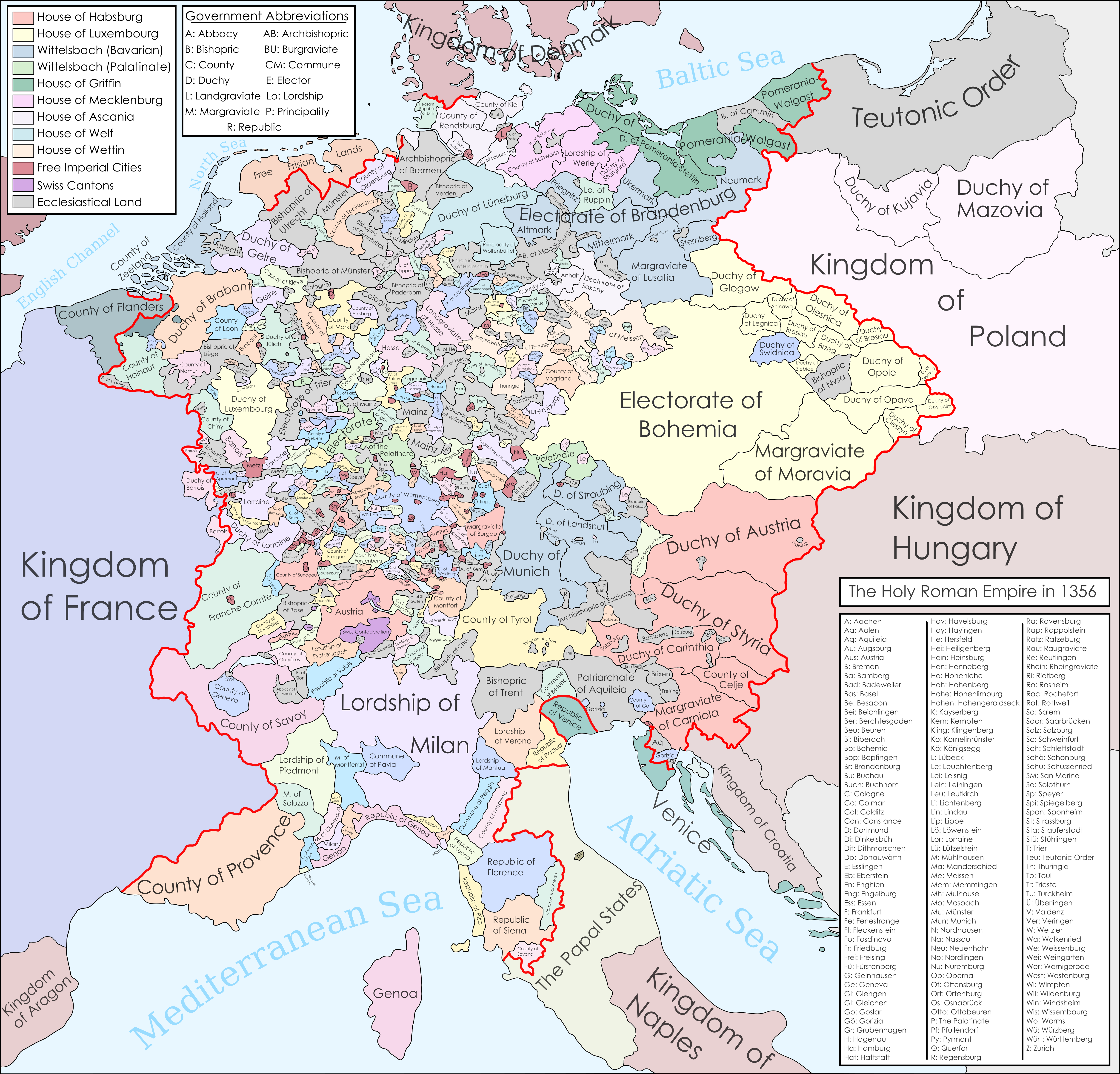
Священная Римская империя в 1356 году.

Померания в позднее Средневековье — история Померании в XIV и XV веках.
Герцогство Померания после двух войн с Мекленбургом приобрела княжество Рюген, Земли Шлаве и Штольп и Лемборско-Бытувскую землю. После захвата Данцига тевтонским орденом в 1308 году Померелия вошла в его состав, позже став частью Королевской Пруссии.
Герцогство Померания разделялось на Померанию-Вольгаст, Штеттин, Барт и Штолп. Герцоги участвовали в продолжительной борьбе с маркграфством Брандербург из-за Укермарка и Неймарка, а также статуса Померании. В 1478 году герцогство объединилось впервые за свои 200 лет под властью Богуслава X, когда большая часть померанских герцогов погибла из-за чумы.

## Ганза

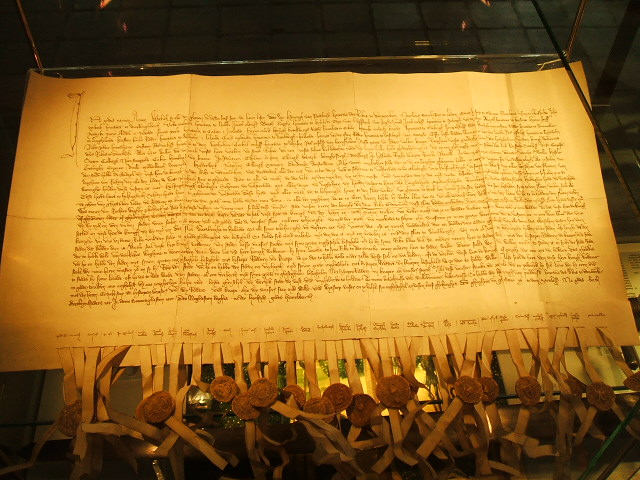
Штральзундский мир, отметивший наивысшую точку могущества Ганзы

Города Померании, присоединившиеся к Ганзейскому союзу, действовали независимо от герцогства и иногда выступали против интересов герцогов. Самыми могущественными городами были Штральзунд, Грайфсвальд и Штеттин, а также Деммин, Анклам и Кольберг. До Штральзундский мир (1370 г.) и во время правления Эрика Померанского ганзейские города находились в состоянии войны с Данией за гегемонию в Балтийском море.
Части поморской знати занимались пиратством против ганзейских судов. Барним VI из Померании-Вольгаст не только сам занимался пиратством, он также известен тем, что предоставлял убежище и укрытия для пиратствующих виталийских братьев.
Отношения между городами и дворянством в средние века варьировались от союзов и поддержки (нем. Landfrieden) до клики, бандитизма и открытой войны.

## Герцогство Померания

### Раздел 1295 года
Последний герцог Померании-Деммин Вартислав II умер в 1264 году, а территориальные потери 1236 года сделали Деммин самой западной окраиной герцогства.

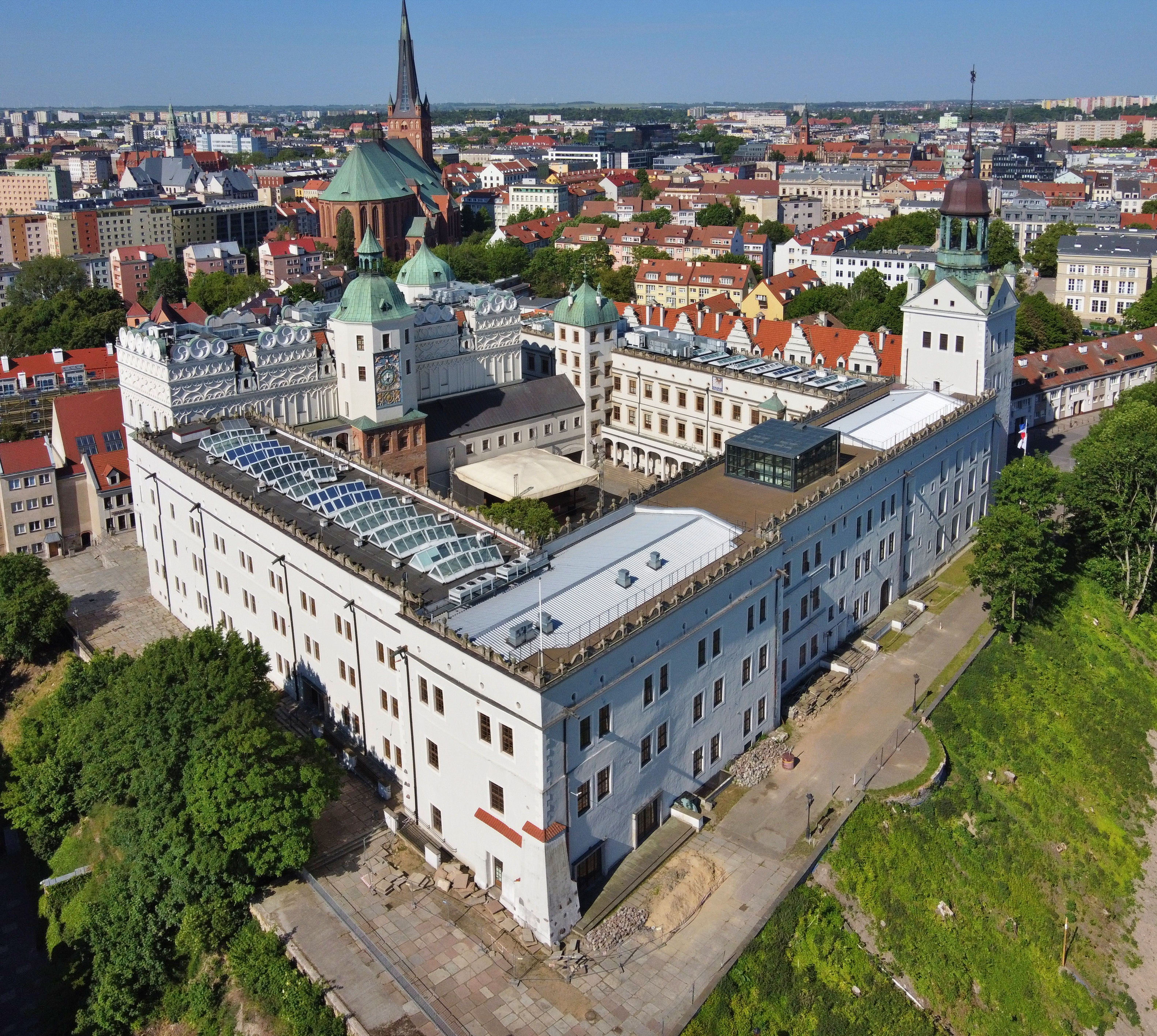
Штеттинский замок.

Когда в 1278 году умер единоличные правитель Померании Барним I, ему наследовал его старший сын Богуслав IV. Когда его сводные братья Оттон I и Барним II достигли совершеннолетия в 1294 году, трое братья правили вместе до смерти Барнима II в 1295 году. Теперь Богуслав и Оттон договорились о разделе герцогства, который продлится до 1464 года: Богуслава досталась Передняя Померания к северу от реки Пене (хотя включая Анклам и Деммин на её южном берегу) и Дальняя Померания к северу от рек Ихна и Степениц, обе области были соединены островами Узедом и Воллин; её города жили по любекскому праву. Богуслав сделал Вольгаст своей резиденцией, поэтому владение стало известно как Померания-Вольгаст. Отто остались сосредоточенные вокруг Штеттина владения между реками Пене и Иной, где города находились под магдебургским правом. Это владение стало известным как Померания-Штеттин.
Серия войн была спровоцирована Данией в начале 14 века, когда Эрик VI попытался восстановить датскую власть в Северной Германии. Поморские и ругийские города и герцоги участвовали в этих войнах в различных и часто противоборствующих коалициях. С 1314 года коалиция, состоящая в основном из Вальдемара Бранденбургского, Штральзунда и померанских герцогов, выступала против Дании, к которой присоединился герцог Рюгена Вислав III. Эта война была завершена Темплинским мирным договором в 1317 году. В 1315 году внук князя Рюгена Вислава II Вартислав IV из Померании-Вольгаста заключил соглашение с братом Эрика VI Кристофером II о наследовании княжества. Рюген.
Вальдемар Бранденбургский умер в 1319 году. Генрих, его наследник, был ещё несовершеннолетним и умер в 1320 году. Поморские герцоги и камминские епископы пытались воспользоваться слабостью Бранденбурга. Они не только предусматривали территориальные приобретения, но и стремились изменить статус герцогства с феодального владения Бранденбург на феодальное владение непосредственно от императора. Для достижения этих целей герцоги объединились с различными соседними государствами, предприняли военные кампании, самой важной из которых была первая битва при Креммер-Дамме в 1332 г., и отдали свои земли епископам Каммина (в 1320 г.) и папе римскому Иоанну XXII (в 1330 г.). В 1337 году маркграфу Бранденбурга пришлось взять расположенные в Ноймарке Липяны, Шивельбейн и Фалькенберг в качестве феодального владения у епископов Каммина. В 1338 году Барним III из Померании-Штеттина получил свою часть герцогства в качестве феодального владения непосредственно от императора Людовик IV, в то время как Померания-Вольгаст осталась под формальным Бранденбургским владычеством.
Города Штеттин, Грайфенхаген и Голлнов в Померании-Штеттине, обеспокоенные постоянным разделением герцогства при отстутствии у Барнима III детей, восстали в 1339 году и встали на сторону Померании-Вольгаста в 1341 году. Барниму пришлось перенести свой двор в Гарц. 12 июня 1348 года немецкий король, а затем император Карл IV передал герцогство Померания и княжество Рюген в качестве феодального владения герцогам Померании-Штеттина и Померании-Вольгаста, отвергнув притязания Бранденбурга. Поморские князья и города примирились в 1344/54 году.
Барним III, вопреки воле горожан, воздвиг в стенах Штеттина в 1346 г. замок (старый город был снесен в 1249 г.), и с 1354 по 1359 год отвоевал у Бранденбурга восточные части Укермарка (Шведт, Ангермюнде и Брюссов и Торгелов).

### Войны за Рюгенское наследство
Рюгенский князь Вислав III умер в 1325 году. Из-за более ранней смерти его сына у него не было наследника мужского пола, и Вартислав IV из Померании-Вольгаста принял княжество в соответствии с соглашением 1315 года с Кристофором II Датским. Спустя время власти Кристофера бросил вызов Вальдемар III, и датский монарх предоставил Ругию Мекленбургу в обмен на помощь против своего противника. После смерти Вартислава в 1326 году Мекленбург вторгся в княжество. Несовершеннолетним сыновьям Вартислава помогали в первую очередь Грайфсвальд и Деммин, а также Штральзунд, Анклам и Вальдемар III, которые нанесли решительное поражение мекленбургской армии в 1228 году под Фёльсховом. По договору в Брудерсдорфе Мекленбург отозвал свои претензии на 31 000 марок серебром. Взамен ей были заложены Трибзес, Гриммен и Барт. Когда поморские князья в 1340 г. не смогли выручить эти земли, но отказались официально передать их, началась вторая война. На этот раз герцогам Померании-Вольгаста помогали герцоги Померании-Штеттина и графы Гютцков. После того, как померанские войска нанесли поражение мекленбургцам в битве при Шопендамме возле Лойца в 1351 году, они смогли захватить Гриммен и Барта в 1354 году и Трибзес в 1356 году. После этого Мекленбург отказался от своих претензий. Другой стороной в этих войнах за ругийское правопреемство был епископ Шверинский, который стремился обеспечить соблюдение своих требований юридическими средствами, но не имел успеха в своих апелляциях в различных церковных судах.

### После раздела Померании-Вольгаст (1368—1372)
После смерти Барнима IV из Померании-Вольгаста в 1366 году возник вооруженный конфликт, когда брат Барнима Богуслав V отказался разделить свою власть с сыновьями Барнима Вартиславом VI и Богуславом VI, и его братом Вартиславом V, который, в свою очередь, вступил в союз с Мекленбургом для обеспечения соблюдения своих требований. 25 мая 1368 г. в Анкламе был достигнут компромисс, который был оформлен официальным договором 8 июня 1372 г. в Штаргарде, и привел к разделу Померании-Вольгаста.
Богуслав V получил большую часть Дальней Померании. Исключением была земля Нойштеттин, которой должен был править его брат Вартислав V, и которая была включена во владения Богуслава только после его смерти в 1390 году. Эта восточная часть герцогства стала известна как Померания-Столп. Западная часть Померании-Вольгаста была дополнительно разделена между Богуславом IV и Вартиславом VI 6 декабря 1376 года. Вартислав VI получил Померанию-(Вольгаст)-Барт, бывшее княжество Рюген, а Померания-Вольгаст Богуслава IV была уменьшена до области между Грайфсвальдом и рекой Свина. Когда Богуслав VI умер в 1393 году, а Вартислав VI в 1394 году, сыновья последнего Барним VI и Вартислав VIII начали совместное правление.
6 декабря 1425 г. западная часть Померании-Вольгаст (без Померании-Столп) была снова разделена на конгрессе в аббатстве Эльдена, на этот раз между Вартиславом IX и его братом Барнимом VII, которые получили восточную часть вместе с Вольгастом и их двоюродными братьями Святобором II и его братом Барнимом VIII, получившим ругийскую часть вместе с Бартом.
В 1456 году Генриома Рубеновом был основан Грайфсвальдский университет, ставший первым университетом Померании и одним из старейших в Северной Европе.
Положение потомков Богуслава V, правившего Поморьем-Столпом, несколько отличалось от положения их западных собратьев. Этот район был менее заселен, и в нём преобладали могущественные дворянские семьи, поэтому герцоги не могли получать большого дохода. С другой стороны, Столпская ветвь Померанского дома имела родственников среди королевских домов Дании и Польши. Дети Богуслава V и его жены Елизаветы Казимир IV и Елизавета выросли при польском дворе в Кракове. Елизавета стала императрицей Священной Римской империи после замужества с Карлом IV, а Казимир был усыновлен и назначен наследником своего деда. Тем не менее, его амбиции были сорваны, когда в 1370 году Людвик Венгерский отменил завещание Казимира Польского, и Казимир Померании-Столп лишь на короткое время получил землю Добрина в качестве вотчины. Эрик II из Померании-Столпа, правнук датского короля Вальдемара IV, напротив, стал королем Кальмарской унии в 1397 году.

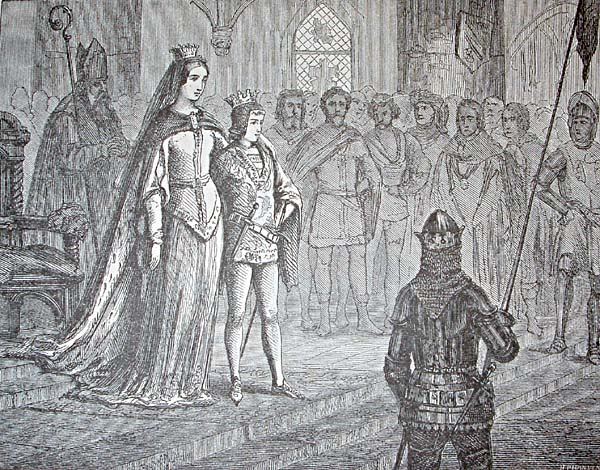
Коронация Эрика Померанского.

Однако Эрику не удалось осуществить свой самый амбициозный план — сделать Богуслава IX из Померании-Столпа королем Кальмарской унии и Речи Посполитой. Эрик был вынужден покинуть Данию в 1449 году и оставшиеся 10 лет своей жизни правил небольшой частью Померании-Штолпа Померанией-Рюгенвальд.
Померания-Столп была важным пунктом на пути снабжения тевтонских рыцарей по суше. Богуслав VIII из Померании-Столпа вступил в союз как с тевтонскими рыцарями, так и с Польшей, но поддержал последнюю после начала войны в 1409 году, заблокировав свои земли для рыцарских войск и позволив своей знати похищать тех, кто путешествовал по его землям. За свою помощь ему были предоставлены Лемборско-Бытувские земли, но они были потеряны по Первому Торуньскому миру в 1411 году.. Казимир V Поморско-Штеттинский в то же время вступил в союз с тевтонскими рыцарями и принял участие в Грюнвальдской битве, где был пойман поляками и освобождён после заключения мира.
Однако главной заботой штеттинских герцогов был конфликт с Бранденбургом, прежде всего в регионах Ноймарк и Укермарк. Казимир III умер в 1372 г. во время осады Кенигсберга (Ноймарка), после того как ему удалось получить императорское одобрение своих владений Уккермарка в 1370 г. 17 мая 1373 г. все герцоги Померании заключили союз в Казебурге, но ситуация улучшилась, когда маркграф Бранденбургский Оттон III отрекся от престола 15 августа 1373 года, и 2 октября того же года марку взяли себе Люксембурги. В 1374 году они объединились со всеми ветвями Померанского дома, чьи князья занимали должности в администрации марки.
Когда 11 января 1411 года Бранденбург перешел к Гогенцоллернам, герцоги Померании-Штеттина поняли, что их положение находится под угрозой, и отреагировали войной. Первым крупным сражением была вторая битва при Креммер-Дамме 24 октября 1412 года. Хотя герцоги Померании-Вольгаст встали на сторону императора, разочарование его неодобрением их избавления от формального бранденбургского господства в 1417 году побудило их к союзу с Штеттинами и Мекленбургами. Эту коалицию поддержали Дания и Польша. Серия сражений завершилась решающим поражением 26 марта 1420 г. на улицах Ангермюнде, и владения Уккермарка были снова потеряны.
15 сентября 1423 года все померанские герцоги объединились с тевтонскими рыцарями против Бранденбурга и ганзейских городов. В начале 1425 года к этой коалиции присоединились Мекленбург и Польша, и они успешно вторглись в Бранденбург. Мирный договор, заключенный 22 мая 1427 года в Эберсвальде, оставил Померанию с областью Укермарк к северу от Ангермюнде. 16 июня 1427 г. это было подтверждено Темплинским договором, но в 1440 году Померания и Бранденбург вторглись в Мекленбург, а в 1444 году Бранденбург потребовал от Померании снова передать ей Уккермарк. Когда померанцы отказались, вспыхнула война. Пренцлаусский договор в 1448 году установил границу к югу от Пазевалька.

### Польско-тевтонские войны
В 1320 и 1325 годах Вартислав IV из Померании-Вольгаста объединился с ландмейстером Тевтонского ордена в Пруссии против короля Польши Казимира III. Когда в 1343 году Калишский мир положил конец польско-тевтонской войне, сыновья Вартислава Богуслав V Великий, Барним IV и Вартислав V перешли на польскую сторону, а Богуслав V женился на дочери польского короля Елизавете. Барним III из Померании-Штеттина присоединился к этому союзу в 1348 году. После того, как Польша и Литва заключили Кревскую унию в 1385 г., а Польша отвергла притязания внука Казимира III Казимира IV Поморско-Столпского, Богуслав VIII и Вартислав VII Поморско-Столпский в 1386 г. заключили антипольский союз с тевтонцами, после того как они установили свою общую границу. В 1388 году к этому союзу присоединились Святобор I и Богуслав VII из Померании-Штеттина, а также Барним VI и Вартислав VI из Померании-Вольгаста.
Однако в 1388 году герцоги Померании-Столпа вышли из этого союза и встали на сторону Польши, которая пообещала частично уважать их претензии как наследников Казимира III. Оттуда мстные дворяне ограбили тевтонских рыцарей и пути их снабжения, спровоцировав контратаку, которая разрушила многие дворянские крепости и укрепления Кёслина (ныне Кошалин)). Богуслав VIII, Барним V и Вартислав VII в ответ встали на сторону польского короля Ягайлы и заключили взаимные торговые соглашения.
Когда Вартислав VII умер, Богуслав VIII и Барним V заключили договор с тевтонскими рыцарями, чтобы защитить их пути снабжения, в свою очередь, для финансового кредита. Свантибор I и Богуслав VII из Померании-Штеттина перешли на другую сторону в 1395 году и, в свою очередь, объединились с рыцарями для финансовой помощи. Варним V в 1397 г. заключил союз с Польшей, женился на племяннице Витовта Ядвиге и находился на службе у Ягайлы в 1401 г., пока не умер в 1402 или 1404 г. Богуслав VIII также поступил на службу к Ягайлу, но перешел на другую сторону в 1407/08 г., когда он объединился с тевтонскими рыцарями и установил их общую границу.

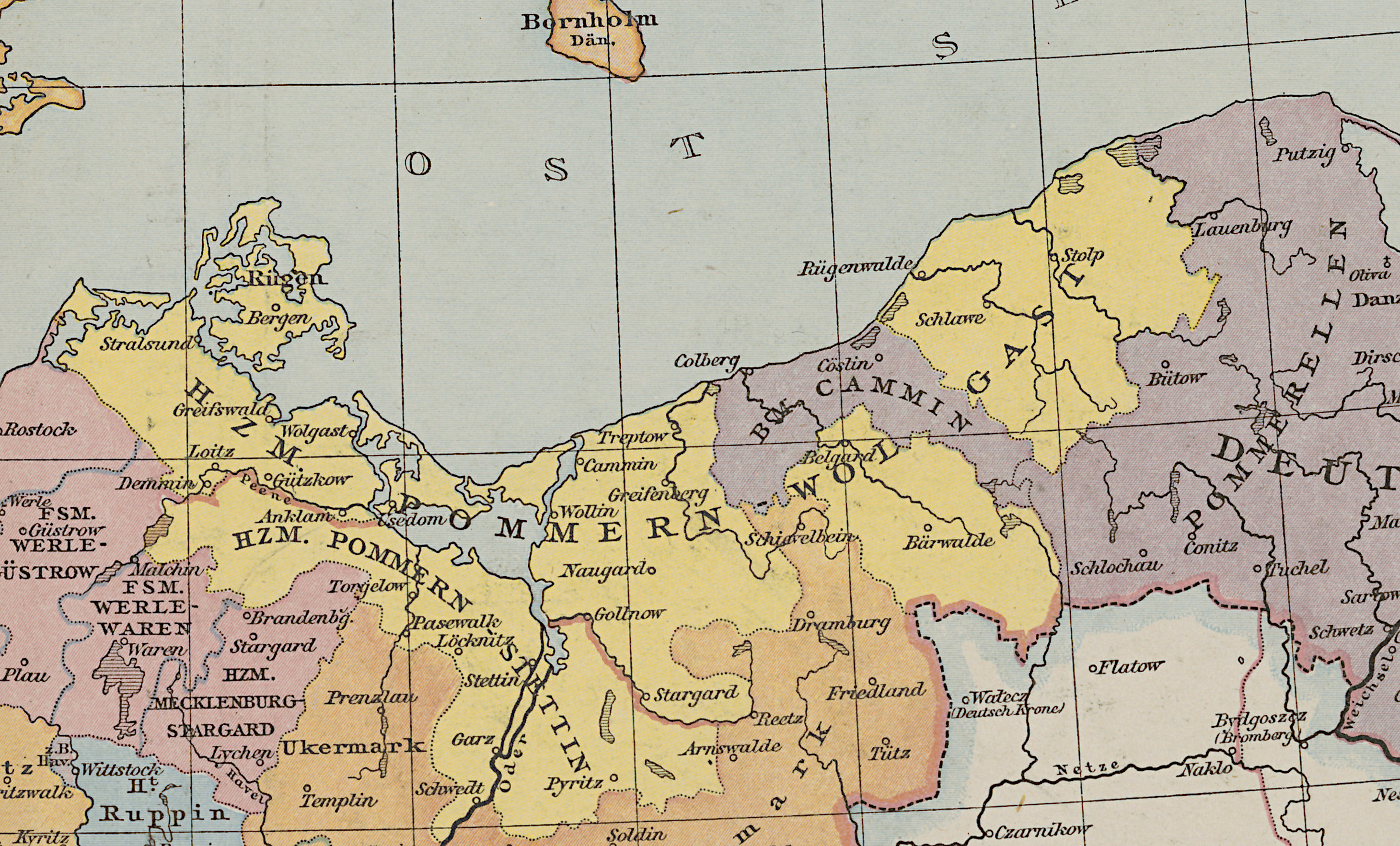
Герцосгтво Померания в 1400 году.

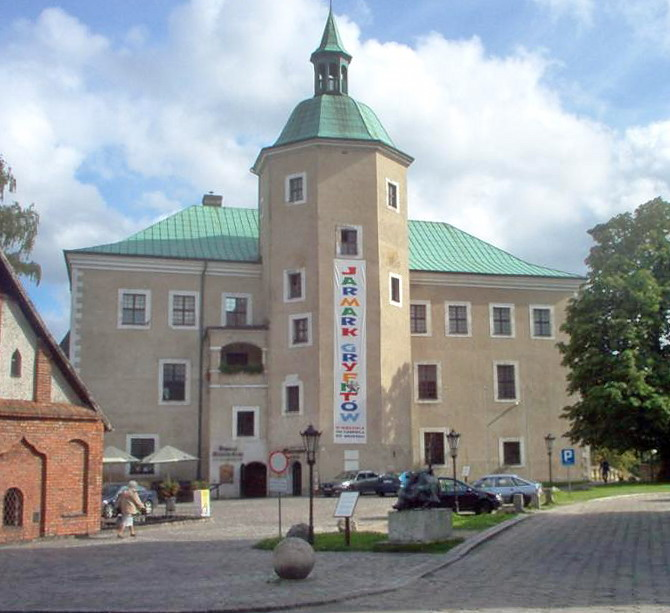
Замок Штольпа.

Епископ Каммина с 1398 по 1410 год Николаус фон Бок также ранее встал на сторону ордена и передал свое епископство под его сюзеренитет. Вартислав VIII из Померании-Вольгаста вступил в союз с рыцарями в обмен на списание долга и дополнительные платежи. Святобор I и Богуслав VII из Померании-Штеттина присоединились к этому союзу в 1409 году, после того как они заключили десятилетнее перемирие с рыцарями в обмен на списание долга. Когда рыцари проиграли битву при Танненберге в 1410 году, Богуслав VIII из Померании-Штолпа вступил в союз с Польшей в обмен на области Бютов, Шлохау, Прейсиш-Фридланд, Бальденбург, Хаммерштейн и Шифельбайн, которые Польша получила до этого от Тевтонского ордена. Однако эта передача была отменена Первым Торуньским миром 1411 года.
В то время как Богуслав VIII поддержал свой союз с Ягайлой, Конрад Бонов из епархии Каммин в 1414 году заключил союз с тевтонскими рыцарями против Богуслава VIII и Ягайлы, который вскоре после этого превратился в перемирие. В 1417 году Богуслав VIII и тевтонские рыцари установили общую границу в районе Хаммерштейна, положив конец своим конфликтам. Сын Богуслава VIII Богуслав IX вместе со всеми другими померанскими князьями в 1423 году вступил в союз с тевтонцами.
Эрик II из Померании-Вольгаста и преемник Богуслава IX в Померании-Столпе снова объединился с Ягайлой и его сыном и преемником Казимиром IV в Тринадцатилетней войне против тевтонских рыцарей. 3 января 1455 г. ему была пожалована Лемборско-Бытувская земля на границе Померели. Когда в 1459 году рыцари отбили Лауэнбург, польский король в ответ разорил район Штольпа. Эрик примирился с королем 21 августа 1466 года и купил город у ордена 11 октября 1467 года, за шесть дней до подписания Второго Торуньского мира.

### Объединение Померании (1478)
Померания-Вольгаст воссоединились после смерти от чумы Барнима VII и Барнима VIII в 1451 году, эта же болезнь забрала Иоахима Померанско-Штеттинского,, детей Вартислава X Эртмара и Свантибора, и Оттона III Померанско-Штеттинского. Таким образом, линия Померания-Штеттин вымерла.
Исчезновение дома вызвало конфликт вокруг наследства с маркграфством Бранденбурга. По Сольдинскому договору 1466 года был достигнут компромисс: герцоги Померании Вартислав X и Эрик II получили Померанию-Штеттин в качестве бранденбургского феодального владения. Это оспаривалось уже в том же году императором Фридрихом III. Это привело к серии дальнейших войн и перемирий, которые были прекращены Пренцлауским мирным договором 1472 года, в основном подтверждающим Сольдинский договор, но установившим границу к северу от Гарца.
В 1474 году Эрик II умер от чумы, и его сын Богуслав X унаследовал Поморье-Столп. В том же году умерли братья Богуслава, а после смерти его дяди Вартислава X в 1478 году он стал первым единоличным правителем герцогства Померании впервые за почти 200 лет.
Эрик II покинул Померанию из-за напряженных конфликтов с Бранденбургом и Мекленбургом. Богуславу удалось разрешить эти конфликты как дипломатическими, так и военными средствами. Он женил свою сестру Софию на герцоге Мекленбурга Магнусе II, а его сестра Магарита стала женой брата Магнуса Бальтазара. Сам Богуслав женился на дочери курфюрста Бранденбурга Фридриха II Маргарите. Кроме того, в 1478 году он вернул себе захваченные Бранденбургом у его отца территории, в первую очередь город Гарц и другие небольшие города и замки к северу от Уккермарка. Во время утверждения Пренцлауского мира в 1479 году граница была окончательно установлена к северу от Штрасбурга, и Богуславу пришлось забрать свои владения в качестве феодального владения из Бранденбурга.

## Померелия
После смерти в 1294 году последнего представителя правившей герцогством Померелия династии Собиславичей Мстивоя II, возникли споры о престолонаследии. Вовлеченный во внутренние династические конфликты, Мстивой пообещал свое герцогство маркграфу Бранденбург-Стендальскому Конраду в обмен на помощь в борьбе с герцогом Гданьска Вратиславом. Тем не менее, по договору в Кемпно 1282 года он назвал князя Великой Польши и будущего короля Пшемыслава II своим соправителем и преемником в Померелии. Тевтонский орден, который также претендовал на Померелию, унаследовал Мёве от Самбора II, таким образом закрепившись на левом берегу Вислы.
В начале XIV в. регион погрузился в войну с участием местной поморской знати и маркграфством Бранденбург, которое получило некоторые права на несколько местностей по Арнсвальдскому договору 1269 года. Претензии были частично основаны на договоре от 8 августа 1305 года между правителями Бранденбурга и Вацлавом III, согласно которому территория Мейсена была обещана чешской короне в обмен на Померелию, хотя этот договор так и не был заключен.
Став королем Польши летом 1300 года, Вацлав II Богемский попросил тевтонских рыцарей защитить Померанию от притязаний Бранденбурга. В 1306 году войска краковского князя Владислава Локетека заняли Гданьск. Также в 1306-07 гг. Бранденбург захватил Славно, а в 1308 г. — Слупск. Когда Гданьск впоследствии подвергся нападению маркграфа Бранденбургского в 1308 году, Локетек не смог помочь и призвал тевтонских рыцарей. Бранденбуржцы были отброшены, но тевтонцы сами захватили город и вытеснили оставшийся польский гарнизон из замка. Поляки утверждали, что рыцари убили 10 тыс. мирных жителей; современные историки и археологи считают этот показатель завышенным, но признают массовое убийство населения.

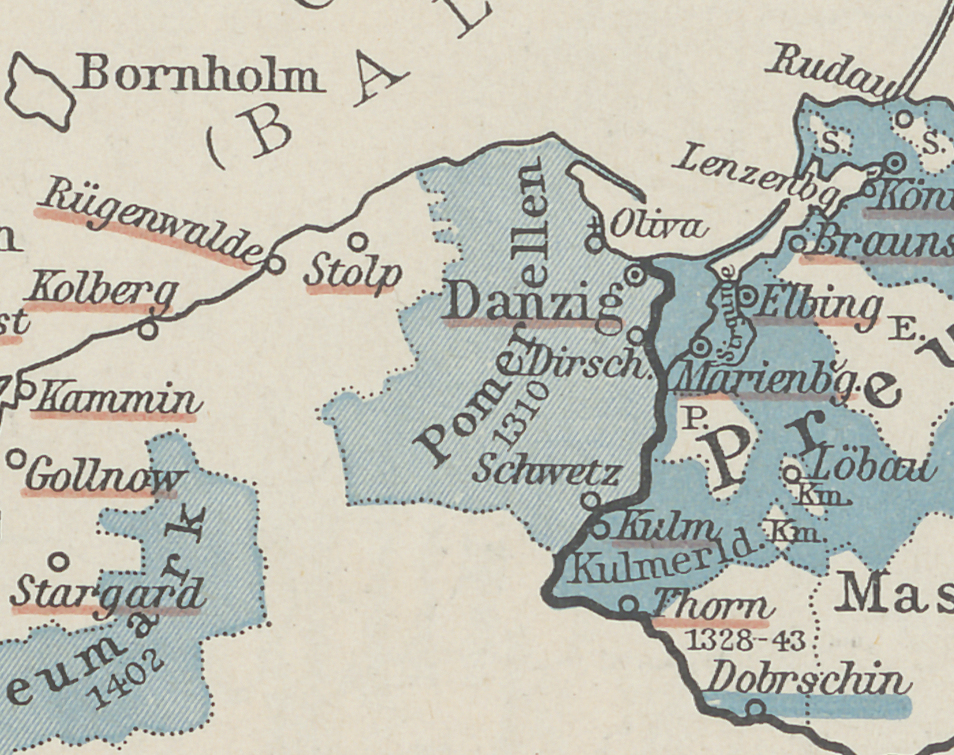
Померелия в составе Тевтонского ордена.

Тевтонский гроссмейстер Зигфрид фон Фейхтванген присоединил Померелию к Тевтонскому ордену. Маркграфы продали эту территорию Тевтонскому ордену по Сольдинскому договору 1309 года, который император Генрих VI ратифицировал в 1313 году. Однако бывшие частью Померелии районы Славно (Шлаве), Дарлово (Рюгенвальде) и Слупск (Штолп) остались за Бранденбургом.
В 1316—1317 годах герцог Померании Грифон-Вольгаст принял эти земли в качестве феодального владения у Вальдемара Бранденбургского. В 1347 году территория полностью присоединилась к Померании-Вольгасту. Земли Штольпа были заложены Тевтонскому ордену с 1329 по 1341 год, область Бютов была куплена рыцарями в 1329 году и, таким образом, осталась за пределами Померании-Вольгаста. Семья Свенцоне де-факто управляла территорией независимо от соответствующего сюзерена, их власть была сломлена только герцогами Померании-Вольгастами.

## Вторичная литература
- Werner Buchholz et al., Pommern, Siedler, 1999/2002, ISBN 3-88680-780-0, 576 pages; this book is part of the Deutsche Geschichte im Osten Europas series and primarily covers the history of the Duchy of Pomerania and Province of Pomerania from the 12th century to 1945, and Western Pomerania after 1945.
- Jan Maria Piskorski et al. (Werner Buchholz, Jörg Hackmann, Alina Hutnikiewicz, Norbert Kersken, Hans-Werner Rautenberg, Wlodzimierz Stepinski, Zygmunt Szultka, Bogdan Wachowiak, Edward Wlodarczyk), Pommern im Wandel der Zeiten, Zamek Ksiazat Pomorskich, 1999 . This book is a co-edition of several German and Polish experts on Pomeranian history and covers the history of Pomerania, except for Pomerelia, from the earliest appearance of humans in the area until the end of the second millennium. It is also available in a Polish version, ISBN 83-910291-0-7.